# Hamirostra melanosternon
El milano pechinegro (Hamirostra melanosternon) es una especie de ave accipitriforme de la familia Accipitridae endémica del norte y centro de Australia. Es el único miembro del género hamirostra. No se reconocen subespecies.